# جون ستيوارت (سياسي كندي)
جون ستيوارت هو سياسي كندي، ولد في 24 يونيو 1830، وتوفي في 15 سبتمبر 1913. انتخب عضو مجلس العموم الكندي.